# Virginia Cherrillová
Virginia Cherrillová, nepřechýleně Virginia Cherrill, (12. dubna 1908 Carthage, Illinois – 14. listopadu 1996 Santa Barbara) byla americká herečka působící v období konce němé filmové éry a začátku éry zvukové. Jejím nejvýznamnějším filmovým počinem byla role slepé květinářky ve filmu Světla velkoměsta režiséra Charlieho Chaplina.

## Životopis
Narodila se a dětství prožila na zemědělské farmě v městečku Carthage v americkém státě Illinois. Zpočátku nepomýšlela na hereckou dráhu, avšak přátelství s herečkou Sue Carolovou ji nakonec přivedlo do Hollywoodu. Ještě předtím se v roce 1925 stala v Chicagu královnou plesu umělců, což ji vyneslo nabídku od Florenze Ziegfelda na vystoupení v jeho varieté, tu však odmítla.
Virginia Cherrillová byla za svůj život celkem čtyřikrát vdaná, avšak všechna manželství byla bezdětná. Jejím prvním manželem byl bohatý advokát z Chicaga Irving Adler. Svatba se konala v roce 1925 a po třech letech se manželé rozvedli. V roce 1934 se provdala za herce Caryho Granta, ovšem soužití skončilo již po sedmi měsících. Cherrillová poté tvrdila, že čelila ze strany Granta domácímu násilí. Jejím třetím manželem byl anglický šlechtic George Child Villiers, 9th Earl of Jersey mezi roky 1937 až 1946. V těchto letech používala jméno Virginia Child-Villiers, Countess of Jersey. Během druhé světové války se seznámila s polským bojovým pilotem Florianem Martinim. Ten po válce začal pracovat v Lockheed Martin v Santa Barbaře, kde manželé žili od roku 1948 až do Virginiiny smrti v roce 1996.

## Kariéra
Brzy po příjezdu do Hollywodu se seznámila s Charliem Chaplinem. Podle jejích slov se tak stalo na boxerském zápase, zatímco Chaplin ve své knize vzpomínek uvedl, že ho tehdy dvacetiletá začínající herečka vyhledala na pláži a sama požádala o roli.

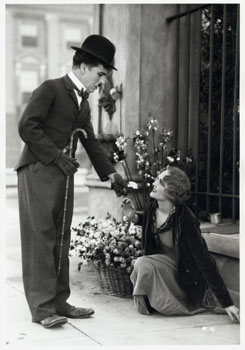
Charlie Chaplin a Virginia Cherrillová ve Světlech velkoměsta

 Po několika špatných zkušenostech ostatními herečkami ji Chaplin pozval na kamerové zkoušky role slepé dívky v připravovaném filmu Světla velkoměsta. Její herectví bylo i z důvodu krátkozrakosti v porovnání s ostatními uchazečkami poměrně přirozené a herečka tedy 1. listopadu 1928 podepsala smlouvu.
Vztahy mezi začínající herečkou a slavným režisérem však byly mnohdy napjaté. Když Cherrillová Chaplina jednou během natáčení požádala o uvolnění, protože si musí dojít ke kadeřníkovi, tak ji režisér dokonce vyhodil. Protože však nedokázal najít plnohodnotnou náhradu, tak byl donucen ji přijmout zpět. Cherrillová ke vzájemné spolupráci o mnoho let později řekla: „Nikdy jsem Charlieho neměla ráda a on neměl rád mě.“
Velký komerční úspěch Světel velkoměsta pomohl Cherrilové k dalším rolím v raných zvukových filmech na počátku 30. let. Zahrála si se začínajícím Johnem Waynem ve filmu Girls Demand Excitement z roku 1931. Obsazovali ji i známí režiséři jako John Ford ve filmu The Brat nebo Tod Browning, který ji svěřil úlohu ve filmu Fast Workers. Objevila se též společně s Janet Gaynorovou v Gershwinově muzikálu Delicious. Poté se přestěhovala do Velké Británie, kde si zahrála společně s Jamesem Masonem ve dvou z jeho raných filmů. Jedním z nich byl snímek Troubled Waters z roku 1936, který se ukázal být jejím posledním filmovým počinem.
Žádný z filmů, ve kterých se Virginia Cherrilová po Světlech velkoměsta objevila, však nedosáhl výraznějšího úspěchu, a tak se sama herečka další filmové kariéry vzdala, protože jí „herectví již tak nerozechvívalo jako tomu bylo dříve“.
Virginia Cherrilová má svou hvězdu na hollywoodském chodníku slávy.